# Kolpinghaus Monschau

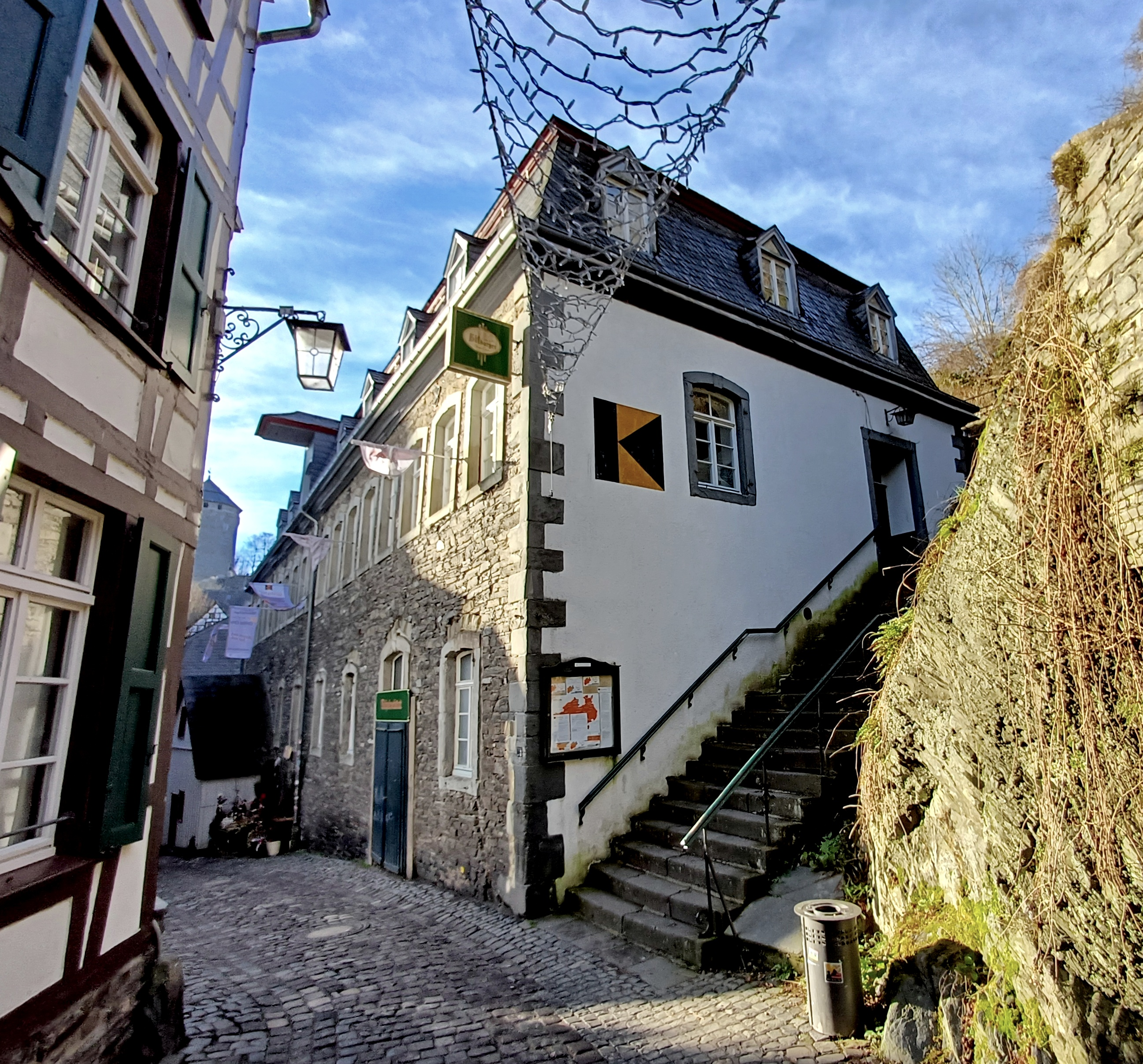
Kolpinghaus (2012)

Das Kolpinghaus in Monschau in der Städteregion Aachen in Nordrhein-Westfalen mit der Adresse Stehlings 1 ist ein denkmalgeschütztes ehemaliges Fabrikgebäude. Es wurde 1778 für die „Weberei und Tuchschererei Scheibler & Orth“ erbaut und ist etwa seit Ende des 19./Anfang des 20. Jahrhunderts als Schulungs- und Veranstaltungsstätte im Besitz des Kolpingwerks von Monschau.

## Geschichte
Paul Christoph Scheibler (1726–1797), Sohn des Tuchfabrikanten Johann Heinrich Scheibler, trat nach dem Tod seines Vaters im Jahr 1765 zunächst mit seinen Brüdern Ernst und Wilhelm in das väterliche Unternehmen „Johann Heinrich Scheibler und Söhne“ mit Sitz im Rotem Haus in Monschau ein. Wenige Jahre später wagte er den Schritt in die Selbstständigkeit und gründete zusammen mit seinem Schwiegersohn Günther Julius Orth (1750–1824) im Jahr 1777 die „Weberei und Tuchschererei Scheibler & Orth“. Zugleich ließ er in unmittelbarer Nachbarschaft zum väterlichen Betrieb eine neue Produktionsstätte erbauen, die laut Ankersplint ein Jahr später fertiggestellt wurde. Weil das Gebäude keinen Anschluss an den Laufenbach besaß, konnte dort keine Wollvorbereitung stattfinden, stattdessen aber die gesamte Appretur mit Rauhen, Pressen und Scheren, wobei das Weben im Verlagssystem eher in Heimarbeit ausgeführt wurde. In den besten Jahren dieser Produktionsstätte arbeiteten dort um das Jahr 1794 neun Weber und 29 Scherer.
Weil 1794 die Franzosen das linksrheinische Rheinland besetzten, gingen Absatzmärkte und Außenstände verloren und die Währungen änderten sich, sodass sich die Schulden der Unternehmer drastisch erhöhten. Dadurch erlitt auch die Firma „Scheibler & Orth“ herbe Verluste und musste bereits 1802 aufgelöst werden. Die Fabrikanlage wurde anschließend an verschiedene Firmen verkauft bzw. versteigert, darunter auch an die Nachfahren der „Tuchfirma M. P. W. Troistorff“ (Matthias Peter Wolfgang Troistorff (1737–1784)) und zuletzt um 1834 an die „Tuchfabrik J. A. Sauerbier & Sohn“ (Johann Arnold Sauerbier (1798–1878) & Arnold Sauerbier (1833–1897)), zu der Zeit als Vater Sauerbier auch das Haus Troistorff von den Erben Troistorff erworben hatte. Die Familie Sauerbier nutzte das Gebäude Stehlings 1 bis etwa in die 1890er-Jahre und durch den Sohn Arnold Sauerbier war der Gebäudekomplex auch wieder indirekt in die Familie Scheibler gekommen, weil er mit Maria Johanna Scheibler (1839–1908), einer Urenkelin von Paul Scheibler verheiratet war. Darüber hinaus wurde das Erdgeschoss eine Zeit lang zu einem Pferdestall umfunktioniert und im Haus eine kleine Posthalterei eingerichtet. Um die folgende Jahrhundertwende kaufte schließlich das Kolpingwerk den Gebäudekomplex und richtete ihn als Kolpinghaus ein. Die örtliche Sektion „Kolpingfamilie Monschau e. V.“ übernahm die Betreuung dieser Einrichtung, die weiterhin einen wichtigen Baustein im Kulturleben der Stadt darstellt.
Anfang des Jahres 2024 erhielt die Kolpingsfamilie Monschau die Zusage, das Gebäude für ihre Vereinsaktivitäten umfassend zu sanieren und entsprechend umbauen zu dürfen, womit es zugleich vom Ministerium für Kultur und Wissenschaft des Landes Nordrhein-Westfalen und unterstützt mit einem Förderprogramm für die Entwicklung und den Betrieb solcher Begegnungsorte im Rahmen des Programms „Dritte Orte“ Fördermittel in Höhe von 50.000,– € bewilligt bekam. Die Detailplanungen begannen im April 2024 zunächst mit einer Konzeptphase, mit Hilfe dieser die Einzelmaßnahmen inklusive einer Barrierefreiheit schrittweise erfolgen und etwa 2025/2026 abgeschlossen sein sollen.

## Baucharakteristik
Das Kolpinggebäude ist ein langgestreckter rechteckiger Bau in neun zu drei Achsen, der in Bruchsteinbauweise errichtet und teilweise verputzt ist. Er ist an der rückseitigen Hanglage angebaut und weist deshalb zur Straßenseite zwei Stockwerke und zur Hangseite nur das Obergeschoss auf. Das Haus ist mit einem Mansardwalmdach abgedeckt, in dem je Achse eine kleine Dachgaube eingebaut ist, wobei die mittlere zur Straßenseite hin als Kragträger für den früheren Lastenaufzug ausgebaut ist.
Im Erdgeschoss sind talseitig je Achse ein großes Stichbogenfenster eingelassen, außer in der zweiten Achse von rechts, in der sich die vordere rechteckige und doppelflügelige Eingangstür befindet, über der sich noch der Oberbau des früheren Fensters – nun als Oberlicht – zeigt. Diese Tür befand sich ursprünglich mittig des Gebäudes und wurde später versetzt, weil an der Straßenfront kleine Schuppen als Abstellräume vorgebaut wurden, die schon sehr früh auf historischen Plänen überliefert sind. Um im Obergeschoss mehr Licht einfließen zu lassen, sind dort jeweils zwei Stichbogenfenster pro Achse vorhanden. Sämtliche Fenster in den Fassaden wurden ebenso wie die Flügeltür mit Blausteingewänden ausgestattet und mit einem Keilstein versehen. Ebenso sind die Gebäudeecken mit Eckquadern aus Blaustein betont.
Später, wohl nach der Übernahme durch das Kolpingwerk und der Einrichtung des Obergeschosses als Versammlungsraum, wurde am nördlichen Seitengiebel eine breite Außentreppe angelegt und ein seitlicher Zugang in diese Etage geschaffen. Darüber hinaus wurden in der bergseitigen Trauffassade drei Türöffnungen eingebaut, um einen Zugang zu einem kleinen, schmalen Terrassengarten zu erhalten.